# Ingenio
Ingenio er en by og kommune i det sydvestlige Spanien på øen Gran Canaria i provinsen Las Palmas, De Kanariske Øer. Den har et indbyggertal på 32.747 (2024) indbyggere.